# Vila d'Este
Villa d'Este je vila iz 16. stoletja v Tivoliju v bližini Rima, znana po terasastem italijanskem renesančnem vrtu na pobočju in še posebej po bogastvu vodnih fontan. Zdaj je italijanski državni muzej in je na seznamu Unescove svetovne dediščine.

## Zgodovina
Vilo je naročil kardinal Ippolito II. d'Este (1509–1572), drugi sin Alfonsa I. d'Esteja, vojvode Ferrare in vnuk papeža Aleksandra VI., skupaj z Lucrezio Borgio. Družina Este je bila gospodar Ferrare od leta 1393 in slovela kot pokrovitelji umetnosti in humanističnih učenjakov renesanse. Kot drugi sin je bil Ippolito namenjen karieri v cerkvi; bil je imenovan za nadškofa Milana, ko je bil star le deset let. V starosti 27 let so ga poslali na francoski dvor, kjer je postal svetovalec francoskega kralja Franca I., leta 1540 pa član kraljevega zasebnega sveta. Pri tridesetih letih je papež Pavel III. na prošnjo kralja, d'Esteja postavil za kardinala. Zahvaljujoč cerkvenim in kraljevskim povezavam je postal eden najbogatejših kardinalov tistega časa, letni dohodek pa je bil ocenjen na 120.000 skudov. Bil je radodaren pokrovitelj umetnosti, med drugim je podpiral kiparja Benvenuta Cellinija, glasbenika Pierluigija da Palestrino in pesnika Torquata Tassa. Čeprav je bil njegov dohodek ogromen, je bil vedno zadolžen. Novi francoski kralj Henrik II. ga je poslal kot odposlanca v Rim, kjer je imel pomembno vlogo v družbenem in političnem življenju mesta. Videti je bilo, da bo postal papež in je ves svoj denar in vpliv uporabil za dosego tega cilja, toda v času reformacije in Tridentinskega koncila je njegov ekstravagantni slog življenja deloval proti njemu. Njegovo prvo kandidaturo za papeški položaj, leta 1549, je s podporo francoskega kralja blokiral habsburški cesar. D'Este je takoj umaknil svojo kandidaturo, potrdil je habsburškega kandidata, zato ga je 3. decembra 1549 kolegij kardinalov nagradil z življenjskim položajem guvernerja Tivolija. Ta novi naslov je ustrezal d'Esteju, ker je bil že strasten zbiralec starin in mu je dal pristojnost nad prostorom Hadrijanove vile in drugimi lokacijami, ki so jih pravkar izkopavali. Ni se odrekel ambiciji postati papež. Petkrat je bil kandidat za papeža, vendar ni bil nikoli izbran.
Tivoli je bil priljubljena poletna rezidenca že v starih rimskih časih zaradi nadmorske višine, hladnejših temperatur in bližine Hadrijanove vile, poletne rezidence cesarja Hadrijana. Položaj guvernerja Tivolija je prišel z uradno rezidenco v nekdanjem samostanu benediktinskega reda, ki je bil zgrajen v 9. stoletju na mestu stare rimske vile. Leta 1256 je bil podarjen frančiškanskemu redu. Rezidenca ni bila dovolj velika za ogromno gospodinjstvo tako pomembnega kardinala kot je bil d'Este, vendar je imela čudovit pogled na podeželje spodaj, vključno z Hadrijanovo vilo in bogato naravno oskrbo z vodo za fontane in vrtove. D'Este je uglednemu klasičnemu učenjaku Pirru Ligoriu, ki je preučeval Hadrijanovo vilo in druge rimske likacije v bližini naročil, da načrtuje novo vilo in vrt, ki bo presegal vse, kar so zgradili Rimljani. Iz ruševin Hadrijanove vile je dobil bogato zalogo marmorja in kipov..
Zemljišče je bilo pridobljeno in gradnja naj bi se začela konec leta 1550, a so kardinala motila različna diplomatska predstavništva; napotili so ga v severno Italijo, da bi razrešil vojno v Parmi, nato pa ga je Henrik II. poslal na misijo v Sieno. V Tivoli se je vrnil šele poleti 1555. Septembra 1555 pa ga je papež Pavel IV. obtožil simonije in izgnal. Papež je umrl leta 1559, novi papež Pij IV. je d'Esteja rehabilitiral in mu obnovil naslov guvernerja Tivolija. Gradnja se je začela, ko se je vrnil julija 1560. Potrebovali so več zemljišč in jih pridobili do leta 1569. Obsežno gradbišče je zahtevalo rušenje hiš, javnih zgradb in cest. Leta 1568 so lokalni prebivalci zoper kardinala vložili dvanajst različnih tožb, vendar ga niso odvrnili od njegovega projekta. Med letoma 1563 in 1565 so izkopali ogromno zemlje in jo uporabili za gradnjo novih teras, arkade, jame, niše in nimfeje. Bližnja reka Aniene je bila preusmerjena za oskrbo z vodo za kompleksni sistem bazenov, vodnih curkov, kanalov, fontan, kaskad in vodnih iger. Strmo pobočje vrta, več kot 45 metrov od zgoraj navzdol, je predstavljalo posebne izzive. Izkopali so kanale in položili 200 metrov podzemnih cevi, ki so vodile vodo z umetne gore pod ovalni vodnjak do preostalega vrta. V skladu z estetskimi načeli renesanse je bil vrt skrbno razdeljen na pravilne enote ali predele s premerom 30 metrov, razporejene vzdolž srednje vzdolžne osi s petimi stranskimi osmi.
Načrti za samo vilo so bili izdelani pod vodstvom ferrarskega arhitekta-inženirja Alberta Galvanija, dvornega arhitekta d'Estejev. Glavni slikar ambicioznega notranjega okrasja je bil Livio Agresti iz Forlija. V letih 1565 in 1566 so se začela dela na okrasitvi notranjosti vile. Okrasitev je izvedla ekipa slikarjev pod vodstvom Girolama Muziana in Federica Zuccarija. Leta 1566 se je kardinal petič trudil, da bi bil izvoljen za papeža, vendar je bil še enkrat poražen in ga je novi papež Pij V. izključil iz službenih imenovanj. Vse več pozornosti je usmerjal v dekoracijo svoje vile. Nove ekipe slikarjev in štukaterjev so se trudile med letoma 1567 in 1572 pod vodstvom Girolama Muziana, Livia Agrestija, Cesara Nebbiaja, Durante Albertija, Mettea Neronija in Federica Zuccarija. Slikarjem se je pridružil kipar Giovan Battista della Porta. Pirrino del Galgliardo, Gillis van den Vliete, Giovanni Malanca in Pierre de la Motte. Pridružili so se jim keramiki in izdelovalci mozaikov, pa tudi inženirji vodnjakov, ki jih je vodil Pirro Ligorio, prvotni oblikovalec projekta, ki se je vrnil, da bi delo končal v letih 1567–68.
Delo na projektu se je začelo upočasnjevati leta 1569, verjetno zaradi finančnih težav kardinala, ki ni več upal, da bo izvoljen za papeža in je izgubil donosne francoske položaje. Vedno več časa je preživel v vili, bral in se srečeval z vodilnimi pesniki, umetniki in filozofi renesanse. Poleti 1572 je sprejel še zadnjega pomembnega gosta, papeža Gregorja XIII.. Da bi se pripravil na obisk, je kardinal preuredil zgornja nadstropja vile in pohitel z dokončanjem Zmajeve fontane. Sprejem za papeža ga je stal več kot pet tisoč skudov, zaradi česar je moral zastaviti svoje srebro in druge dragocene predmete. Kmalu po sprejemu, 2. decembra 1572, je kardinal v Rimu umrl in je bil pokopan v preprostem grobu v cerkvi ob vili.

### Vila v poznih letih
S smrtjo Ippolita leta 1572 so vila in vrtovi prešli na njegovega nečaka, kardinala Luigija (1538–1586), ki je nadaljeval dela na nekaterih nedokončanih fontanah in vrtovih, vendar se je spopadal z visokimi stroški vzdrževanja. Po njegovi smrti leta 1586 je bil v lasti kardinalov diakonov Svetega kolegija, ki niso veliko pomagali vzdrževati vile. Leta 1599 se je vrnila k družini d'Este z nominacijo kardinala Aleksandra d'Esteja (1538–1624). Aleksandrr je imel energijo in ambicije svojega prednika in je izvedel večjo prenovo vrtov in vodnih sistemov ter zgradil nov sistem vodnjakov na spodnjem vrtu. Papež Gregor XV.|Papeža Gregorja XV.]] je tudi prepričal, naj formalno podeli lastništvo nad vilo družini d'Este. Njegovi nasledniki, vojvode od Modene, so vrtove še dodali. Francesco I. (1629-1641) je obnovil številne propadajoče strukture in začel saditi drevesa na prej nezasenčenih vrtovih. Kardinal Rinaldo I. je v letih 1660–61 Berniniju naročil dve novi fontani. Vendar po letu 1695 družina d'Este ni mogla podpreti visokih stroškov vzdrževanja vile, ki so jo redko uporabljali in ni prinašala dohodka. Vila je dolgo propadala. Po letu 1751 so pohištvo poslali v Modeno, starinske skulpture pa postopoma odstranili z vrtov in prodali zbirateljem. Leta 1796 je hiša pripadla Habsburžanom, potem ko jo je Ercole III. d'Este zapustil svoji hčerki Mariji Beatrice, poročeni z velikim vojvodom Ferdinandom Habsburškim. Večinoma je bila zanemarjena, dvakrat so jo zasedli francoski vojaki, ki so odnesli večino okrasja, ki je še ostal.
Med letoma 1850 in 1896 je bila vila v lasti kardinala Gustava von Hohenloheja, ki je obnovil dotrajano vilo in porušene in zaraščene vrtove, kar je zdaj privlačilo romantične občutke tega obdobja. Vila je ponovno privabila umetnike, glasbenike in pisatelje. Skladatelj Franz Liszt je med letoma 1865 in 1885 opravil več obiskov in napisal tri klavirske skladbe, dva žalostinki z naslovom Aux cyprès de la Villa d'Este in likovno skladbo Les jeux d'eau à la Villa d'Este, ki prikazuje posest. Postavili so jih v 'tretje leto' njegovega Années de pèlerinage (francosko 'leto romanja'). Slednje vključuje nekatere najvplivnejše evokacije igre vode, kdaj napisane za klavir.
Po prvi svetovni vojni je vilo prevzela italijanska država, ki je začela večjo obnovo leta 1922. Vila je bila obnovljena s slikami iz shramb Galleria Nazionale v Rimu. Leta 1944 je med drugo svetovno vojno utrpela škodo zaradi bomb, številni zidovi pa so bili v povojnih letih degradirani zaradi onesnaženja okolja, vendar so kampanje obnove in zaščite uspele ohraniti nedotaknjene znamenitosti vile in vrtov. Zbirko pesmi Jeana Garrigueja Vodni sprehod v Villi d'Este (1959) so navdihnili vrtovi. Kenneth Anger je med vodnimi značilnostmi vrta posnel film Eaux d'Artifice. Znamenite vodne orgle, ki že vrsto let niso delovale, so bile obnovljene in zdaj vsak dan znova igrajo za obiskovalce.

## Vila
- Pogled na vilo iz vrta
- Sodoben vhod v vilo, za cerkvijo Santa-Maria Maggiore
- Dvorišče vile je bil originalno križni hodnik samostana
- Venerina fontana na dvorišču ohranja prvotni videz

Danes se v vilo vstopi skozi vrata na Piazza Trento, ob vhodu v cerkev Santa-Maria Maggiore. V času Ippolita d'Esteja je bil ta vhod redko uporabljen; obiskovalci so prispeli na dno vrtov in se korak za korakom povzpeli do vile ter si ogledali fontane in kipe. Sedanja vrata segajo v leto 1521, v obdobje pred Ippolitom. V preddverju znotraj vrat je poslikan obok, ki je bil nekoč prekrit s slikami, ki so bile v veliki meri uničene zaradi bombardiranja med drugo svetovno vojno. Okrašeno je bilo z enobarvnimi prizori iz Stare zaveze, nekaj pa jih je, vključno z Žrtvovanjem Izaka, še vedno mogoče videti. Segajo v obdobje med 1563–65, verjetno pa jih je oblikoval Girolamo Muziano. Naslednja soba, dvorana Salomonove zgodbe, prikazuje prizore iz življenja kralja Salomona, postavljene v okvirje, naslikane kot marmor. Pripisujejo jih Muzianu in njegovim obrtnikom, prav tako okoli leta 1565. Tu je na ogled masivna glava iz travertina, ki je bila do 18. stoletja na vrtu.
Dvorišče je postavljeno tam, kjer je bil prvotni križni hodnik samostana. Zgrajeno je bilo v letih 1566–67 in je obdano z galerijo. Osrednji del dvorišča je Venerin vodnjak, edini vodnjak v vili, ki ohranja svoj prvotni videz in okrasje. Vodnjak, ki ga je v letih 1568–69 zasnoval Raffaelo Sangallo, uokvirjata dva dorska stebra in ga krona marmornato poprsje cesarja Konstantina iz 4. stoletja. Osrednji element vodnjaka je rimski kip speče Venere, izdelan v 4. ali 5. stoletju našega štetja. Voda se je iz vaze ob njej prvotno izlila v rimski labrum (nekakšna kad) iz belega marmorja (2. stoletje našega štetja), okrašen z dvema levjima glavama. Vodnjak je s treh strani obdan z dvoriščem 16. stoletja na nekdanjem benediktinskem samostanu. Vodnjak na stranski steni vsebuje jamo in figuro, ki sledi helenističnemu prototipu, ki je najbolj znan po kipu Speča Ariadna v Vatikanu. Jamo, ki jo predstavljajo reliefni stalaktiti, prepoznavajo kot rezidenčno nimfo ali genius loci (zaščitniški duh kraja), čeprav jo vodiči včasih imenujejo tudi Venera. Dno fontane je okrašeno s štukaturnim reliefom, ki je bil nekoč pozlačen in prikazuje bele heraldične orle d'Este. Ilustrira potek reke, ki teče od gore Sant'Angelo do vile. Kiparska dekoracija okoli dvorišča, zlasti upodobitev kutin, ponazarja 11. Herkulovo delo; tatvino zlatih jabolk z vrta Hesperid, kjer jih je varoval zmaj Ladone. Herkul je bil znan kot zaščitnik regije Tiburtine, kjer stoji vila in je bil tudi prednik družine d'Este.

### Kardinalovi apartmaji
- Detajl lesenega stropa v spalnici Ippolita d'Este
- Pogled iz kardinalovega stanovanja
- Kardinalova zasebna kapela

Salon v pritličju je prva soba osebnih apartmajev Ippolita; uporabljali so ga za sprejeme in ima čudovit pogled na vrt spodaj in na podeželje v daljavi, vključno s Hadrijanovo vilo. Danes gole stene so bile prekrite z usnjem, okrašenim z zlatimi in zelenimi vzorci in orli družine d'Este. Obokani strop sobe je še vedno pokrit s frizom in freskami na temo vrlin, naslikanih v dvajsetih različnih poosebitvah. Te je leta 1568 oblikoval Livio Agresti, poslikala pa skupina umetnikov in štuko mojstov. Druge teme vključujejo pokrajine z uničenimi templji, ki jih navdihuje podeželje Tiburtina.
Majhna predsoba ob salonu ima friz, obok pa je okrašen z več poosebitvami vrlin in vodi do Kardinalove spalnice, ki je bila zgrajena leta 1576. Stene spalnice so bile prvotno prekrite z usnjem, pobarvanim z zlatom in srebrom. Kasetiran lesen strop je najbolj opazna lastnost prostora, pozlačen in poslikan z grbom d'Este. orel, obdan z vejami kutin, škofovskim klobukom in geslom družine d'Este, ab insomnia non custodita dracone, Ovidijev verz, ki se nanaša na zmaja, ki je varoval vrtove Hesperid. Ženske figure, ki predstavljajo različne vidike vrlin, zasedajo vogale sobe. Zasebno stanovanje dopolnjujeta knjižnica in majhna kapela, katere stene krasijo freske iz mešanice klasične in krščanske simbolike, sibil in prerokov, v stropnem oboku pa je freska kronanje Device Marije. Stanovanje se na vratih poveže tudi s klasično Gran Loggio Pirra Ligoria na vrtni fasadi hiše, ki temelji na spodnji terasi in je zasnovana v obliki velikega slavoloka.

### Nižje nadstropje
- Okras prve Tiburtinske dvorane
- Freska Noetove dvorane
- Triumf Apolona v drugi Tiburtinski dvorani
- Dvorana slave
- Dvorana lova
- Freska Sinoda bogov na stropu dvorane Fontan
- Freska Herkul prihaja na Olimp, na stropu Herkulove dvorane
- Freska na stropu druge Tiburtinske dvorane, s prizorom iz mitologije in rimske zgodovine

V nadstropju pod osebnimi apartmaji kardinala je vrsta lepo urejenih sob, od katerih je vsaka okrašena s posebno temo, vse povezane z naravo, mitologijo in vodo. Sobe so manj formalne kot v zgornjem stanovanju; uporabljali so jih za zasebne trenutke v življenju kardinala; poslušanje glasbe ali poezije; pogovor, branje in versko razmišljanje. Do njih pride veliko obredno stopnišče, ki se spušča z dvorišča, med seboj pa jih povezuje dolg ozek hodnik z visokim obokanim stropom, ki sprejema svetlobo iz vrste odprtin na dvorišče zgoraj. Strop hodnika je okrašen z mozaiki iz konca 16. stoletja, ki predstavljajo pergolo, v kateri živijo pisane ptice, zaradi česar je hodnik del vrta. Na hodniku so tudi tri dodelane rustikalne fontane, ki vsebujejo miniaturne jame, uokvirjene s stebri in pedimenti.
Noetova dvorana ima tako kot druge sobe, stene prekrite s freskami, oblikovanimi tako, da spominjajo na tapiserije, prepletene s prizori klasičnih pokrajin, ruševin, rustikalnih kmečkih hiš in drugimi prizori, ki pokrivajo vsak centimeter stropa in sten. datiran v leto 1571, na koncu okrasitve vile in je pripisan Girolamu Muzianu, ki je slovel po podobnih prizorih beneških pokrajin. Glavni upodobljeni prizori so Štirje letni časi, alegorije razumnosti in zmernosti ter osrednji Noetov prizor s skrinjo kmalu po pristanku na gori Ararat, ko se dogovori z Bogom. Beli orel, simbol d'Este, je vidno prisoten, ko pristane iz Arke.
Naslednja soba, Mojzesova dvorana, ima na sredini stropa fresko, na kateri je Mojzes s palico udaril v skalo in prinesel vodo Izraelcem. To je bilo aludiranje na kardinala, ki je vodo na vrtove vile prinesel s kanali skozi skalo. Na drugih panojih so prikazani prizori iz Mojzesovega življenja, hidra s sedmimi glavami, simbol družine Ercole I. d'Este, prednik Ippolita, in fantastične pokrajine.
Venerina dvorana je prvotno imela kot osrednji del veliko fontano z umetno pečino in jamo, uokvirjeno v štukaturo. V fontani sta bila kotlina z vodo in klasičen kip speče Venere, vendar je bila v 19. stoletju kotlina odstranjena, Venero, ki so jo odstranili po smrti kardinala, pa sta nadomestila dva nova kipa miru in religije, ki predstavlja prizor v jami v Lurdu. Prvotna tla iz terakote so še vedno na mestu, na njih je bel orel družine d'Este. Edina druga dekoracija v sobi je slika iz 17. stoletja na stropu, angeli, ki Veneri ponujajo rože.
Prvo in drugo Tiburtinsko dvorano je hkrati ustvarila ekipa slikarjev, ki jo je vodil Cesare Nebia; nastale so pred letom 1569 in imata skupen načrt. Stene so prekrite z barvanimi arhitekturnimi elementi, vključno s stebri in vrati ter dovršenimi poslikanimi venci in kiparskimi elementi. Cvetlični vzorci zapolnjujejo prostore med poslikano arhitekturo, skupaj z medaljami, maskami in drugimi oznakami. Dekoracija obeh sob ponazarja zgodbe iz mitologije in zgodovine regije Tiburtine.
Glavna tema Druge tiburtinske dvorane je zgodba o Tiburtinski Sibili: Po mitologiji je Jupiter kaznoval kraljico Ide, ker je vzgajala mladega Bakha, da bi se izognila norosti njenega moža Atamanteja; Venera in Neptun sta jo spremenila v vidca Leucotea. Odpotovala je v Italijo, kjer je živela v gozdovih Tiburtine, prerokovala in napovedovala Kristusovo rojstvo. V sobi je prikazana še ena legenda - o kralju Anniusu, ki je zasledoval Merkurja, ugrabitelja njegove hčere Kloris, ki se je utopila v reki Aniene, ki nosi njegovo ime in ki zagotavlja vodo za fontane vile. Sibila, kralj Annius in poosebitev reke Aniene se pojavijo na freskah v sobi, skupaj s Triumfom Apolona.
Prva tiburtinska dvorana ponazarja zgodbo o treh legendarnih grških bratih Tiburtu, Korasu in Katilusu, ki so premagali italsko pleme Sikulov in zgradili novo mesto Tibur (danes Tivoli). Njihova bitka je prikazana na osrednji freski stropa, tako kot drugi dogodki o ustanovitvi regije. Okras sobe vključuje tudi deseto Herkulovo delo, kjer ukrade dragoceno čredo govedi, reši pa ga Zevs, ki svoje sovražnike zasuje s kamni; pa tudi pare bogov in boginj v poslikanih nišah: Vulkan in Venera, Jupiter in Junona, Apolon z Diano in Bakhom s Kirke. Ena stena je ilustracija ovalnega vodnjaka, ki ga je Ippolito gradil v času, ko je bila soba okrašena.
Dvorano fontane je kardinal Ippolito uporabljal kot sprejemno sobo za goste, ki so ravno prispeli skozi spodnji vrt, ter za koncerte in druge umetniške prireditve. Soba je bila zgrajena med letoma 1565 in 1570, verjetno Girolamo Muziano in njegova ekipa umetnikov. Osrednji element je stenska fontana, prekrita z raznobarvno keramiko in skulpturo, okrašena s koščki stekla, školjkami in dragimi kamni ter okronana z belim orlom družine d'Este. Fontano je leta 1568 končal Paolo Calandrino. Bazen fontane počiva na dveh kamnitih delfinih. Na reliefih v osrednji niši je prikazan vodnjak tiburtinske akropole in Sibilin tempelj. Na drugih stenah so podobe hiše in nedokončanega vrta in fontan ter majhna ilustracija Ippolitove vile v Rimu na nasprotni steni, na Kvirinalskem griču, danes papeževi rezidenci. Slike na stropu so posvečene mitološkim prizorom; vsak vogal ima portret drugega boga in boginje. Tradicija pravi, da je slika Merkurja avtoportret Muziana. Osrednja freska na stropu prikazuje sinodo bogov, v središču je Jupiter, obkrožen z vsemi bogovi Olimpa. Freska je oblikovana po podobnem Rafaelovem delu v Loži Psihe v vili Farnesina. Dvorana se poveže z ložo, od tam pa se stopnišče spusti na vrt.
Herkulova dvorana je iz leta 1565–66 in tudi okrašena pod vodstvom Muziana. Slike na stropu prikazujejo osem Herkulovih del, obkrožene z upodobitvami pokrajin, antične arhitekture ter milosti in vrlin. Osrednja slika stropa prikazuje Herkula, ki so ga na Olimpu pozdravili bogovi.
Dvorana plemstva je bilo delo drugega umetnika Federica Zuccarija in njegove ekipe slikarjev. Osrednja freska na stropu prikazuje Plemstvo na prestolu med svobodo in radodarnostjo. Okras na stenah so slike doprsnih kipov Platona, Pitagore, Diogena, Sokrata in drugih klasičnih filozofov, milosti in vrlin ter Diane Efeške, boginje plodnosti, ki ji je tudi na vrtu posvečena fontana.
Dvorano slave je med letoma 1566 in 1577 dokončal Federico Zuccari z osmimi pomočniki. Je mojstrovina rimskega manierističnega slikarstva z naslikanimi iluzijami vrat, oken, tapiserij, skulptur in vsakdanjih predmetov, ki jih uporablja kardinal. Osrednja slika stropa, Alegorija slave, je izgubljena, obstajajo pa alegorični prikazi vrlin, Štirje letni časi ter Religija, Plemenitost, Sreča in Čas.
Dvorana lova je nastala kasneje kot druge sobe, konec 16. ali v začetku 17. stoletja in je v drugačnem slogu; predstavlja lovske prizore, podeželske pokrajine, lovske trofeje in nenavadne prizore pomorskih bitk. Na vrt se spusti stopnišče iz travertina, imenovano polžje stopnišče. Prvotno je bilo zgrajeno za dostop do dvorišča pallacorda, prednika tenisa, ki ga je Ippolito uvozil v Italijo iz francoskega dvora. V prostoru, kjer je bilo dvorišče, je danes kavarna in knjigarna.
Popolna gradnja in opremljanje Ippolitovega stanovanja je bila končana leta 1572, ko je bil Ippolito na smrtni postelji.

## Vrtovi in fontane
- Neptunova fontana pod fontano orgel
- Fontana Rometta
- Neptunova fontana
- Sto fontan
- Fontana dell'Ovato (‘Ovalna fontana’) kaskade iz jajčaste kotline v bazen, postavljen proti rustikalnemu nimfeju.
- Fontana sove
- Fontana Diane Efeške ali "Moti narava"

Slavo vile d'Este je predvsem določil njen izjemen sistem fontan; enainpetdeset fontan in nimfejev, 398 izlivov, 364 vodnih curkov, 64 slapov in 220 votlin, ki jih napaja 875 metrov kanalov in kaskad, vse pa deluje v celoti z gravitacijsko silo, brez črpalk.
Pirro Ligorio, ki je bil zadolžen za ikonografske programe, izdelane na freskah v vili, je bil prav tako zadolžen za ureditev vrtov s pomočjo Tommasa Chiruchija iz Bologne, enega najbolj usposobljenih hidravličnih inženirjev 16. stoletja; Chiruchi je delal na fontanaih v vili Lante. Pri Villi d'Este mu je pri tehničnih načrtih fontanaov pomagal Francoz Claude Venard, ki je bil proizvajalec hidravličnih orgel. Rezultat je bil eden najlepših vrtov renesanse, ki so mu konkurirali le v Villa Lante, Villa Farnese v Capraroli ter vili Aldobrandini in Torlonia v Frascatiju. Vrt in značilnosti vode so v naslednjih dveh stoletjih občudovali in posnemali na vrtovih od Portugalske do Sankt Peterburga.
Vrtni tloris je postavljen na osrednji osi s pomožnimi prečnimi osmi, osvežen s približno petsto curki v fontanah, bazenih in koritih. Vodo oskrbuje reka Aniene, ki je delno preusmerjena skozi mesto, oddaljena kilometer in prvotno izvir Rivellese, ki je oskrboval cisterno pod dvoriščem vile (zdaj jo dobavlja tudi Aniene). Vrt je zdaj del Grandi Giardini Italiani (združenje glavnih vrtov v Italiji in na Malti).

### Vialone ali terasa
- Vialone ali terase na vrhu vrta
- Fontana Tripoda, s pogledom na vrt spodaj
- Dvojna loža je omogočila dostop do svečanih sob in terase za zgornje kardinalove apartmaje
- Cenacolo ali Gran Loggia, na koncu Vialone

Velika terasa, dolga 200 metrov, imenovana Vialone, leži med vilo in vrtovi, s panoramskim razgledom na vrtove in pokrajino. Zgrajena je bila med letoma 1568 in 1569. Kardinali so prostor uporabljali za ognjemete, igre, spektakle in veselice. Prvotno so ga senčili dve vrsti brestov, razen prostora tik pred vilo, ki je ostal prazen, da je ohranil pogled. Teraso na enem koncu zapira fontana Evropa, na drugem pa ogromna loža in razgledna točka v obliki slavoloka, imenovanega Cenacolo. Ta zgradba je poleti zagotavljala senco, pa tudi dominantne poglede na pokrajino. Prvotno naj bi jo v notranjosti krasila štukaturna dekoracija, pozlata in freske, vendar ni bil nikoli dokončana.
V središču terase, pritrjene na fasado vile, je dvojna loža, izdelana v letih 1566–1577 iz travertina. Dve stopnišči omogočata dostop do svečanih salonov v spodnjem nadstropju, medtem ko je zgornji nivo terasa za kardinalovo stanovanje. Na ravni terase vsebuje nimfej ali jamo, kjer je Ledina fontana. Prvotni kip, ki je prikazoval Jupitra in Ledo preoblikovan v laboda in štiri otroke, Heleno, Klitajmnestro, Kastorja in Polidevka, je bila prodana v 18. stoletju in je zdaj v galeriji Borghese v Rimu. Kip je zamenjal kip Minerve brez glave, ki ga najdemo na vrtu Palazzo Manni v Tivoliju. Prvotna fontana je predstavljala nov hidravlični trik; voda, ki je izvirala iz vaze, ki jo je držala Leda, je udarila v kovinski disk, zaradi česar so na stenah jame odsevali bliski svetlobe.
Fontana tripoda je postavljena v središču Vialone. Tam je šele od leta 1930; gre za kopijo antične rimske fontane, marmornega bazena, ki ga podpira osrednji steber in trije pilastri. Izvirnik je zdaj v Louvru. Prvotna fontana na tem mestu, Fontana morskih konjičkov, ki ga je Ippolito preselil iz Hadrijanove vile na svoj vrt, je zdaj v Vatikanskem muzeju.
Fontana Evropa stoji na severovzhodnem koncu vrha vrta. Začel jo je Ippolito, vendar je bila končana šele leta 1671. Zasnova je bil slavolok z dvema redoma stebrov, korintskim in dorskim, ki je kopiral Grand Loggia. V veliki niši v središču, ki je zdaj prazna, je bila skulptura Europa v objemu bika, ki je zdaj v vili Albani v Rimu.

### Zgornji vrt
- Fontana Bicchierone, Bernini in kardinalova loža
- Fontana Bicchierone iz terase
- Maska šprica vodo iz Grotto Pomona
- Fontana Pegaza

Dve rampi vodita navzdol do zgornjega vrta od Fontane tripoda, na obeh koncih pa so simetrične dvoramne stopnice. Kardinalov sprehod' je zasenčena pot, pritrjena na podporno steno terase, ki vodi z ene strani vrta na drugo, mimo več jam, ki so vgrajene v podporno steno. Na jugovzhodnem koncu sprehoda, tik pod fontanao Evrope, je Jama Higieje in Asklepija. Jama je okrašena s tartarovimi lističi, mozaiki in barvnimi drobci morskih školjk ter manjšim delom originalne freske. Tartar je ime, ki se uporablja na nekaterih območjih Lacija in Toskane za označevanje apnenčastega belega ali k rumenkasti ali rdečkasti barvi nagnjenega, gobastega in kavernoznega, zelo lahkega kamna, pogosto povezanega s travertinom. Prvotno je imela dva kipa;Asklepija, boga medicine, ki ga danes najdemo v Louvru, in Higieje, Asklepijeve hčere, boginje zdravljenja (zdaj v Vatikanskem muzeju).
Loža Pandora je sredi Kardinalovega sprehoda, tik pod središčem vile. Ta del sprehoda je pokrit, z arkadami, ki gledajo na vrt. Vsebovala je nimfej, vgrajen v steno in je bil prvotno okrašen z mozaiki ter s kipom Pandore in dvema kipoma Minerve. Kip Pandore je nosil vazo z vodo, ki je simbolizirala svetovna zla. Vaza je bila skriti fontana, ki je izlivala vodo. Kipi so bili prodani v 18. stoletju; Pandora in ena od Minerv sta zdaj v Kapitolskih muzejih. V 19. stoletju je bil nimfej preurejen v krščansko kapelo; to je bilo najljubše mesto skladatelja Franza Liszta, ki je kapeli posvetil dve glasbeni deli.
Fontana Bicchierone je ena izmed dveh fontan, ki jih je za vilo ustvaril Gian Lorenzo Bernini. Izdelana je bila med letoma 1660 in 1661 po naročilu kardinala Rinalda I. d'Esteja. Bazen fontane je v obliki velike školjke, ki sega do nivoja terase. V sredini je zobat Bicchierone (skodelica ali kelih), iz katerega voda prši navzgor. Bernini je nadzoroval gradnjo fontane in po njeni otvoritvi maja 1661 zmanjšal višino vode, ki je brizgala, da ne bi preprečil pogleda iz lože Pandore. Čeprav ni bila del prvotne zasnove vrta, je fontana postala povezava med arhitekturo palače in vrtom.
Kardinalova Loggetta je majhna terasa z balustrado, obdana z visokimi lovorovimi živimi mejami in kamnitimi klopmi, med fontano Biccherone in vrtom. To naj bi bilo najljubše kardinalovo mesto za branje in razprave o poeziji in umetnosti ter opazovanje gradnje vrta okoli njega. Kmalu po njegovi smrti je bil tam postavljen velik Herkulov kip z dečkom Ahilom v naročju s pogledom na spodnji vrt. Bil je eden od treh Herkulovih kipov v centralni postavitvi vzdolž osrednje osi. Ko si pogledal z dna vrta, so bili vsi vidni, poravnani z ložo vilo na vrhu. Kip je zdaj v Louvru.
Dianina jama je na koncu kardinalovega sprehoda, pod Gran Loggia. To je velika podzemna obokana komora, ki jo je v letih 1570–72 okrasil Paolo Caladrino in je v celoti prekrita z mozaiki mitoloških prizorov, s podobami rib, zmajev, delfinov, pelikanov in drugih živali ter orlov in jabolk družine d'Este. Njena osrednja značilnost je bila rustikalna fontana s kipom boginje Diane v veliki niši, okrašeni s štukaturnimi reliefi pokrajin, morja in ladij. Vsi kipi so bili prodani v 18. stoletju in so zdaj v Kapitolskem muzeju v Rimu. Še vedno je mogoče videti nekatere originalne talne ploščice iz majolike iz 16. stoletja.
Pod Kardinalovo Loggetto je sprehajalna pot, ki prečka vrt mimo treh pečin. V središču je Herkulova jama. Pod to jamo je bila cisterna in nekaj hidravličnih strojev za fontane spodaj. V jami so nekoč obstajali štukaturni reliefi bodisi živali bodisi Herkulovih del. Kip Herkula pri počitku, ki je bil prej v jami, je zdaj v Vatikanskem muzeju. Jama Pomona je po zasnovi podobna Herkulovi jami. Nekateri originalni mozaični okraski so še vedno vidni. Voda se je v masko iz belega marmorja izlila v fontano, ki so jo našli ob obnovi fontane leta 2002.

### Ovalna fontana (Fontana dell'Ovato)
- The Oval Fountain
- The oval fountain, seen from the terrace
- The statue of the Sibyl Albunensa over the fountain, and the artificial mountains behind it.

Ovalna fontana je bila ena prvih fontan na vrtu in med najbolj znanimi. Zasnoval jo je Pirro Ligorio, arhitekt vile, kot vodno gledališče, ki škropi vodo v različnih oblikah. Začeli so jo leta 1565 in končali leta 1570. Izdelala sta jo inženirja fontan Tomasso de Como in Curzio Maccarono s skulpturo Raffaella Sangalla. Masivno kamnito korito ob polkrožni zadnji steni kaskadira vodo v fontano in jo razprši v zrak, medtem ko vodni curki padajo v bazen iz vaz v rokah kipov Nereid, v obliki pahljač pa pršijo tudi iz vaz v nišah v polkrožni steni za fontano. Nad njo se dviga umetna gora, ki simbolizira tiburtinsko pokrajino; goro prebadajo tri jame, vsaka izliva vodo, okrašena pa je s kipi, ki predstavljajo Albunejo, s sinom Melicertejem, avtor Gillis van den Vliete (1568) in kipi, ki predstavljata reki Ercolaneo in Aniene, Giovanni Malanca (1566), vse to naliva vodo v Ovalni fontani. Zgornja steza nad fontano vodi mimo obroča kotlin in kaskad. Fontana ima tudi svojo jamo, Venerino jamo, ki jo je zasnoval Pirro Ligorio in je bila zgrajena v letih 1565–68. V vročih poletnih dneh je služila kot zbirališče gostov. Prvotni kipi jame; figure Venere, podobne Kapitolinski Veneri in dveh puttov ni več, ostajajo pa še sledovi enobarvnih fresk grotesknih figur, ploščic in izklesanih zidov jame.

### Sto fontan (Cento Fontane)
- Sto fontan
- Maska Sto fontan
- Detajl Sto fontan
- d'Este orel med izlivi Sto fontan

Sto fontan je bilo še eno slavno čudo vrtov v renesansi. Nahajajo se med Ovalno fontano in Fontano di Rometta, v resnici pa je skoraj tri sto izlivov, ki jih napajajo trije vzporedni kanali, eden nad drugim. Ob robu zgornjega kanala so izlivi v obliki lilij, grba Francije, ki se izmenjujejo z orlom d'Este, čolni in obeliski; vse škropijo vodo v obliki pahljače. Vodo zajema drugi kanal, ki jo v obliki mask dovaja v izlive, iz katerih doseže spodnji kanal.
Fontane so bile zgrajene med letoma 1566 in 1577. Prvotna aleja fontan je imela več okrasja, vključno z majhnimi čolni, ki so se izmenjevali s terakotnimi vazami vzdolž zgornjega kanala, zasajenimi s sadnim drevjem; stena pa je bila okrašena s kiparskimi ploščami s prizori iz Ovidovih Metamorfoz. Te so se hitro poslabšale in so bile v glavnem odstranjene ali zamenjane. Zid je zdaj tako poraščen z rastlinjem, da je videti malo preostalega okrasja. Obnovljen je bil v 17. stoletju, nato dolgo zapuščen in končno ponovno obnovljen leta 1930 v sedanji obliki. Tako kot vse druge značilnosti vrta so tudi kanali in Sto fontan imeli svoj del simboličnega načrta; predstavljali so akvadukte, ki so jih Rimljani zgradili za oskrbo Rima z vodo. Sto fontan so počastili v italijanski umetnosti in literaturi, zlasti v Rimskih elegijah Gabriela d'Annunzia.
Za spust na naslednjo stopnjo so na obeh koncih stopnice - skrajno levo je dovršen kompleks fontan, imenovan Rometta ('mali Rim'), da si ogleda celotno dolžino Sto fontan na naslednji ravni, kjer vodni curki napolnijo dolgo rustikalno korito, in Pirra Ligorija Fontana dell'Ovato konča navzkrižni razgled. Obiskovalec se lahko sprehaja za vodo skozi rustificirano arkado konkavnega nimfeja, ki jo obdajajo marmorne nimfe Giambattista della Porta. Nad nimfejem skulptura Pegaza obiskovalca opozori na fontano Hipokrene na Parnasu, prestol Muze.
To teraso z naslednjo združuje osrednja Fontana zmajev, ki obvladuje osrednjo perspektivo vrtov, postavljeno za obisk papeža Gregorja XIII. leta 1572, na grbu katerega je zmaj. Zvok te fontane je bil v kontrast bližnjemu Uccellariom z umetnimi pticami. Osrednje stopnice vodijo po gozdnatem pobočju do treh pravokotnih ribnikov, postavljenih na prečni osi na najnižji točki vrtov, ki jih na desni strani zaključujejo Vodne orgle (zdaj spet v funkciji) in Neptunova fontana (Obnovljena v 20. stoletju).

### Fontana Rometta (Fontana di Rometta)
- Fontana Rometta, miniatura antičnega Rima
- Čoln z obelisknim jamborom, ki simbolizira otok Tiburtina na Tiberi, pod kipom Rima Zmagovalca
- kipi simbolizirajo reko Aniene (levo) in Apenine (desno)

Fontana Rometta je na nasprotnem koncu Sto fontan iz smeri Ovalne fontane. Je pomemben del simbolične zgodbe, ki so jo pripovedovali zgornji vrtovi; voda reke Tibere izvira v Tiburtinskih gorah, ki jih simbolizira Ovalna fontana, teče po dolini (Sto fontan) in prispe pred vrata Rima; fontana Rometta je stari Rim v malem; pravo mesto se je videlo v daljavi za Fontano. Fontano je zasnoval Pirro Ligorio, zgradil pa jo je Curzio Maccarone med letoma 1567 in 1570. Fontana in njena arhitektura je na široki polkrožni terasi, podprti s pilastri, povezanimi z dvojnimi arkadami. Zadnji del fontane predstavlja stavbe, ki so spomeniki v Rimu; močno poslabšana v začetku 19. stoletja, velik del pa je bil porušen leta 1850, vendar del te arhitekture še vedno stoji na levi strani fontane. Majhne stavbe so bile razdeljene na sedem odsekov, ki predstavljajo sedem gričev Rima in njihove najbolj znane spomenike. Malo mesto je vključevalo vrata in oboke ter celo majhne marmorne kipe. V središču miniaturnega mesta je velik kip Rome Victorious , ki ga je leta 1568 izdelal flamski kipar Pierre de la Motte, obrnjen proti kipu Tiburtinske Sibile na drugem koncu vrste Sto fontan. Še en kip istega umetnika, Volkulja doji dvojčka, je bil postavljen na vrtu leta 1611. Voda, ki teče skozi bazen fontane ob mestu, predstavlja reko Tibero; čoln v fontani z jamborom v obliki obeliska simbolizira otok Tiburtin.
Fontani Rometta je bila v začetku 17. stoletja dodana nova funkcija; umetna gora, prebodena z jami, levo od mestnih stavb. Na vrhu umetne gore je kip rečnega boga Aniene, ki v roki drži miniaturo Sibilinega templja. Kip figure, ki predstavlja Apeninske gore in v rokah drži goro, je napol skrit v jami. 

### Fontana zmajev (Fontana dei Draghi)
- Curek Fontane zmajev, pogled od spodaj
- Štirje zmaji
- Delfin v Fontani zmajev
- Fontana zmajev

Fontano zmajev je zasnoval Pirro Ligorio, da bi ponazoril zgodbo o Herkulu, ki je enega od svojih del izpolnil s krajo zlatih jabolk z vrta Hesperid, ki jih je varoval zmaj Ladon. Ista zgodba je ponazorjena s freskami v notranji opremi vile.
Fontana je na osrednji navpični osi vrtov, poravnana z vilo in v središču originalnega vrta, tik pod Sto fontanami. Zaprta je z dvema polkrožnima rampama, ki vodita do zgornjega nivoja. Stene klančin okoli nje so prekrite s prodnatim vinskim kamnom in okrašene s trakovi iz mozaika in majolike ter vsebujejo dve veliki niši. Ligorio je to fontano načrtoval za ponazoritev teme vojne in boja proti zlu; nameraval je, da bo eno nišo zasedel Herkulov kip s palico, preden je ubil zmaja Ladona; drugo pa s kipom Marsa, boga vojne, Perzeja in gladiatorjev. V središču fontane je majhna scogliera ali otok, na katerem so štirje izklesani zmaji, ki iz ust brizgajo vodo v fontano, medtem ko močna osrednja fontana brizga stolpec vode navpično visoko v zrak, viden od povsod z vrta. Ta ideja o navpičnem curku vode kot osrednjem delu vrta je bila kopirana v mnogih baročnih vrtovih v 17. in 18. stoletju. Poleg zmajev vodo po bazenu škropita dva izklesana delfina. Več vode teče od zgoraj, teče v kanalih, pritrjenih na parapete rampe. Voda izhaja iz prsi dveh sfing - pol žensk, pol morskih konjičkov; steče po kanalu, vstopi v usta izklesane žabe in spet izstopi skozi usta izrezljanega salamandra. V skladu s temo boja proti zlu so v Ippolitovih časih fontane ustvarjale tudi dramatične zvočne učinke, ki so se slišali po vsem vrtu; voda, ki je bila pod pritiskom, se je nenadoma spustila, posnemajoč zvok ognjemetov ali topov. Za več hrupa je tok vode od zgoraj prihajal od drobnega pršila do močnega naliva.
Ippolito je fontano spremenil za obisk papeža Gregorja leta 1572. Zmaja s sto glavami so zamenjali štirje zmaji, družinski emblem papeža. Ippolito je umrl tri mesece kasneje, fontana pa še vedno ni bila dokončana. Šele pozno v 17. stoletju je bila končana z drugačnim kiparskim programom; namesto kipa Herkula je bil v osrednjo nišo postavljen kip boga Jupitra, ki je v rokah držal strele. Topovom podobni zvočni učinki iz fontane naj bi bili zdaj zvok njegovega groma.

### Fontana sove (Fontana della Civetta)
- Mozaična dekoracija na stebru prikazuje zlata jabolka Hesperid
- Dvorišče Fontane sove
- Fontana sove. Nekatere prvotne kiparske figure so nadomestile lutke.

Fontana sove je na jugozahodnem delu vrta, pod fontano Rometta in fontano Perzefone. Te tri fontane tvorijo eno samo arhitekturno enoto, njihove terase so povezane s stopnišči, pod terase pa so nimfeji. Fontano sove je med letoma 1565 in 1569 zgradil Giovanni del Duca. V primerjavi z drugimi fontanami na vrtu je zelo formalno postavljena na teraso, obdano s stenami z nišami, okronanimi z belimi orli in lilijami, simboli d'Este. Sama fontana je ločena zgradba, v celoti prekrita z barvnimi ploščicami. Na vrhu, nad nišo, je grb d'Este, ki ga držita dva angela. Nišo obdajajo jonski stebri. Prvotno je vsebovala kipe dveh mladostnikov, ki sta držala kozjo kožo, ko sta vlivala vodo v kotlino s tremi satiri. Skulptura v niši, za katero menijo, da je izgubljena, je bila med obnovo v letih 2001–2002 ponovno odkrita, skrita pod odlagališčem mineralov in zemljo. Arhitekturni elementi so bili nedotaknjeni, vendar so bili liki mladih in satirov pogrešani ali uničeni.
Ta fontana je ustvarjala tudi glasbo, zahvaljujoč iznajdljivemu avtomatu, ki ga je izdelal francoski inženir fontan Luc Leclerc, nameščenem leta 1566 pred Fontano orgel na drugi strani vrta. V njej je bilo postavljenih dvajset naslikanih bronastih ptic, postavljenih na dve kovinski oljčni veji. Vsaka ptica je zapela pesem, ki sta jo ustvarila voda in zrak. Pojavila se je mehanska sova in ptice so nehale peti; nato pa so na koncu predstave vse ptice skupaj zapele. To glasbeno značilnost so občudovali in kopirali v drugih evropskih vrtovih in je delovala do konca 17. stoletja. Zaradi delovanja vode na njen občutljiv mehanizem ga je bilo treba nenehno popravljati, do 19. stoletja pa je bil popolnoma uničen. Dekorativni elementi fontane so bili v celoti obnovljeni v 1930-ih in ponovno v letih 2001–2002.
Med restavratorskimi deli 2001–02 so delavci našli nekaj prvotnega mehanizma, ki je ustvarjal ptičje petje, vključno z vetrovno komoro, cevmi, ki so premikale zrak in vodo ter stroji, ki so sovo premikali. Leonardo Lombardi je z uporabo sodobnih materialov naredil novo različico starih strojev, da so ptice lahko spet pele in se premikale.

### Fontana Perzefone (Fontana di Proserpina)
- Stopnišče od fontane Sove do fontane Perzefone, zgoraj pa je vidna fontana Rometta
- Fontana Perzefone

Fontana Perzefone je tik nad Fontano sove, povezuje ju stopnišče. Včasih so jo imenovali Fontana cesarjev, ker je bila prvotno namenjena prikazovanju kipov štirih rimskih cesarjev, ki so imeli vile v regiji: Julija Cezarja, Avgusta, Trajana in Hadrijana. Zasnoval in zgradil jo je Alberto Galvani v letih 1569–70. S fontano Rometta je bila zgoraj povezana z dvema stopniščema (danes je ostalo samo še eno), katerih parapeti podpirajo kanale vode, ki teče skozi školjke in maske. Stopnišča zapirajo dve strani dvorišča majhne fontane. Postavljen je v slavolok med stopnišči. Lok je uokvirjen z zvitimi stebri, podobnimi tistim v baziliki svetega Petra v Rimu. V osrednji niši je bil kip boginje plodnosti Perzefone, ki jo je ugrabil Pluton, postavljen okoli leta 1640. Kip Perzefone je izginil; ostanki Plutona v školjki, ki jo podpirata dva morska konjička. V nišah na straneh so kipi Tritonov, ki jahajo delfine in pihajo na njihove buccina ali trobente morskih školjk.

### Fontana Orgel (Fontana dell’Organo)
- Detajl Fontane orgel
- Fontana orgel s Castellum aqua ali vodnim gradom za njo.
- Prostor s tipkovnico vodnih orgel
- Kip Apolona na pročelju Vodnega gradu.

Fontana orgel (Fontana dell’Organo) je ena najbolj znanih značilnosti vrta; opisovali so jo in posnemali po vsej Evropi. Dela na zidani konstrukciji so se začela leta 1566. Samo fontano sta izdelala francoski inženir fontan Luc Leclerc in njegov nečak Claude Venard. Po smrti Leclerca je Venard izumil iznajdljiv mehanizem vodnih orgel, ki je bil nameščen leta 1571.
Fontana je bila prva te vrste in je presenetila vse, ki so jo slišali; ko je papež Gregor XIII. leta 1572 obiskal vilo v spremstvu svojega dvora kardinalov in knezov, je vztrajal pri pregledu notranjosti fontane, da bi ugotovil ali nekdo skrit igra.
Masivni zidani lok za fontano, castellum aquae ali vodni grad, skriva vodni zbiralnik in hidravlične stroje fontane. Prvotna zasnova je imela jamo v niši loka, s pogledom na dvaindvajset cevi orgel. Kip Matere narave ali (ephesian Diane) je bil postavljen pred lokom leta 1569; zdaj ima svojo fontano na spodnjem vrtu.
Voda, ki ustvarja glasbo, priteče najprej na vrh Castellum aquae. Najprej steče skozi vrsto vrtincev, ki mešajo zrak z vodo; nato se je spusti po cevi v camera aeolijo ali vetrno komoro, kjer sta bila zrak in voda ločena; voda je obračala kolo, vrtela cilinder, ki je odpiral ventile dvaindvajsetih cevi, tako da je zrak lahko šel skozi cevi in ustvarjal glasbo.
Originalna izvedba fontane se je začela z zvokom dveh trobent, ki jih je držal kip Slave na vencu fontane. Nato je prišla glasba, verjetno madrigali, ki so jih igrale štiri ali pet cevi; nato vrhunec: Poplava, slap vode z vrha fontane in curki vode, ki brizgajo iz fontane spodaj. To je spremljal zvok hupe, ki jo je držal Triton' v fontani; rog je pihal tiho, nato glasno, nato spet tiho.
Mehanizem fontane je bil izredno občutljiv in je zahteval nenehno čiščenje in vzdrževanje. Fontano je v začetku 18. stoletja obnovil kardinal Alessandro d’Este, ki je na vrh vodnega gradu castellum aquae dodal belega orla d'Este, fasado pa okrasil s kipoma  Orfeja in Apolona, kariatide in krilate Zmage in bas-reliefi Orfeja, ki je zapeljal živali in glasbeno tekmovanje med Apolonom in Marsijem. Orgle same so bile v celoti predelane. Dobile so tipkovnico s širšim naborom not in je bila nameščena v osmerokotni kiosk s kupolo. V 17. stoletju so bile orgle še nekajkrat obnovljene, vendar so do konca 18. stoletja propadle brez upanja na popravilo.
Leta 2003 so po dolgi in občutljivi obnovi orgle spet zaigrale. Ohranjena je bila prvotna vetrna komora in rezervoar za ustvarjanje vrtincev, preostali mehanizem pa je bil nadomeščen z novimi stroji v sodobnih materialih po prvotnih načelih. Zdaj ima 144 cevi, nadzira jih valj, ki ga upravlja voda, ki lahko po štiri minute predvaja štiri skladbe pozne renesanse.

### Neptunova fontana (Fontana di Nettuno) in ribnik (Peschiere)
- Neptunova fontana preko ribnika
- Neptunova fontana
- Ribnik
- Ribnik iz Fontane orgel

Neposredno pod Fontano orgel in sprejema vode iz zgornje fontane, je Neptunova fontana, delo, ki je nastalo v 20. stoletju in je nadomestilo propadlo vrtno dekoracijo.
Prostor je prvotno zasedala skalnata kaskada, ki jo je v 17. stoletju ustvaril Gian Lorenzo Bernini. Naročil jo je kardinal Rinado I. d’Este kot ozadje za stransko os vrta, ki ga ni dokončal kardinal Ippolito. Berninijev načrt je zahteval slap iz Fontane orgel, ki bi skočil čez Sibilino jamo, nato pa se spuščal po skalnatem pobočju do jezera, okrašenega s klifi in kipi. S strani sta v jezero vstopili še dve kaskadi. Bernini je kaskado zasnoval tako, da je ustvarila gromovit zvok padajoče vode. Berninijevo kaskado so reproducirali na slikah in gravurah, posnemali pa so jo tudi v drugih vrtovih v Italiji in celo v Angliji. Na žalost je bila kaskada dve stoletji popolnoma zanemarjena, suha, razpadajoča in poraščena z rastlinjem. V 1960-ih je arhitekt Attilio Rossi ustvaril sedanjo fontano z uporabo Berninijeve kaskade. Ob steni Sibiline jame je zgradil pravokotne bazene z močnimi vodnimi curki, najvišje curke v središču. Osrednji del je bila jama pod slapom iz Fontane orgel; jama je vsebovala trup kipa Neptuna iz 16. stoletja, ki je bil prvotno namenjen nedokončani fontani jezer. Drugi curki vode v obliki pahljač se dvigajo iz bazenov na straneh fontane.
Trije ribniki (Peschiere) prečkajo vrt z Neptunove fontane. Prvotno so služili za preskrbo s svežimi ribami, racami in labodi za kardinalovo mizo, v načrtu Pirra Ligorija pa naj bi povezovali dve fontani; fontana orgel in kaskada ter fontana jezera. V središču ribnikov je Ligorio prvotno načrtoval, da bo ustvaril osrednji ribnik z monumentalnimi fontanami. Ko pa je Ippolito umrl leta 1572, sta bila dokončana le dva ribnika. Konec 16. stoletja je ribnike obdajalo šestnajst visokih pilastrov, ki so brizgali vodo v obliki pahljač in na sončen dan ustvarjali množico mavric.
Leta 1632 je vojvoda Modene, ki je bil odgovoren za vilo, ribnike popolnoma predelal. Pilastri so bili odstranjeni in nadomeščeni z osmimi podstavki z vazami, ki so brizgale vodo in s štiriindvajsetimi velikimi lonci z različnimi agrumi. Ribniki danes služijo predvsem kot slikovito ospredje kaskad in fontan Neptunove fontane.

## Spodnji vrt - Rotonda cipres in fontana Diane Efeške
- Fontana Diane Efeške
- Fontana Mette na spodnjem vrtu
- Fontana d'Este orlov

V 16. stoletju je bil spodnji vrt pod ribniki prvotno večinoma kuhinjski vrt. Središče spodnjega vrta je bilo razdeljeno na šestnajst velikih kvadratov, v središču vsakega dela je bila pergola, obdana z gredicami z zdravilnimi zelišči in cvetjem ter velikimi lonci sadnega drevja. Glavne poti, ki so delile vrt, so bile obdane z ogrodji, na katerih je raslo grozdje, resa in jasmin. V središču je bil velik lesen paviljon, v katerem so bile štiri majhne fontane v obliki cvetja, iz katerega je curljala voda. Pergole in paviljon so bili porušeni v začetku 17. stoletja, nadomestila jih je Rotonda cipres, krožna uličica, v kateri je bilo prvotno šestnajst cipres in obiskovalcem, ki so prihajali na vrtove, ponujala senco in dramatičen pogled na preostali del vrta, fontane in vilo visoko zgoraj. Do 19. stoletja so postale ciprese ogromne in so bile med najbolj znanimi značilnostmi vrta, ki so jih slikali umetniki, navdihujočo glasbo je napisal Franz Liszt in poezijo Gabriele d'Annunzio. Dva prvotni cipresi sta še vedno tam, druge in lovorove žive meje so posadili konec 20. stoletja.
Fontane d'Estejevega orla so skupina majhnih rustikalnih fontan z vodo, ki izvira iz kamnitih skled z različnimi temami. V eni je skupina kipov belega orla, emblema družine d'Este. Te fontane so ostanek formalnih vrtov, ki so zavzeli tisti del vrta, preden je bila zgrajena Rotonda cipres.
Spodnji vrt vsebuje tudi dve veliki rustikalni fontani, imenovani Mete, ki sta na severozahodnem vogalu vrta blizu vhoda. Zasnovani sta bili tako, da sta videti kot naravna skala, z jamo in nišami. Nastali sta v letih 1568–69, izdelal jih je Tommaso da Como, prvotno pa naj bi predstavljali dva velika kipa velikanov, varuhov vrta. Manjša rustikalna fontana, imenovana Fontana Rustca dell'Inverno, ima kip Zime iz 16. stoletja, ki je bil prvotno v Gran Loggii.
Najbolj znana fontana na spodnjem vrtu je Fontana Diane Efeške, znana tudi kot Fontana Matere narave. Ta kip je prvotno stal ob Fontani orgel; na spodnji vrt jo je v 16. stoletju preselil Alessandro d'Este. Izdelal jo je flamski kipar Gillis van den Vliete leta 1568 in se zgledoval po klasičnem rimskem kipu Diane Efeške iz 2. stoletja, ki je zdaj v Narodnem muzeju v Neaplju. Stoji v jami iz tatarskega kamna; curki vode izvirajo iz več prsi boginje.

## Umetnost Ville d'Este
Več slik vrtov je naslikalo ali narisalo več pomembnih umetnikov, zlasti v času renesanse in v 19. stoletju. Posledično so značilnosti vrta vplivale na druge vrtove po Evropi, od Anglije do Rusije in so jih posnemali. V renesansi so na vrt gledali kot na razstavo klasične umetnosti in nove tehnologije, vendar je konec 18. stoletja, ko je bil vrt zaraščen in propadel, pomagal ustvariti podobo slikovitega romantičnega vrta.
- Vrtovi Ville d'Este, Giovanni Battista Piranesi (1761)
- Avenija cipres v Vili d'Este, Jean-Honoré Fragonard (1774)
- Risba Ovalne fontane, Hubert Robert (1733–1808)
- Villa d'Este, J. M. W. Turner (ok. 1796)
- Villa d'Este, Pierre-Athanese Chauvin (1811)
- Vrtovi Ville d'Este, Jean-Baptiste Camille Corot (1843)